# Gioia Tauro
Gioia Tauro es un municipio sito en el territorio de la Ciudad metropolitana de Regio de Calabria, en la región de Calabria (Italia).

## Demografía
| Gráfica de evolución demográfica de Gioia Tauro entre 1861 y 2001 |
|                                                                   |
| Fuente ISTAT - elaboración gráfica a cargo de Wikipedia           |